# Žďár (okres Mladá Boleslav)
Obec Žďár se nachází v okrese Mladá Boleslav, kraj Středočeský. Rozkládá se podél potoka (říčky) Žehrovky asi 21 km severovýchodně od Mladé Boleslavi a 9 km východně od města Mnichovo Hradiště. Žije zde přibližně 1 500 obyvatel.

## Historie
Žďár svou protáhlou podobou je typickou středověkou kolonizační vesnicí, které v této oblasti byly zakládány ve 13. a 14. století. První písemná zmínka o obci pochází z roku 1403.

### Územněsprávní začlenění
Dějiny územněsprávního začleňování zahrnují období od roku 1850 do současnosti. V chronologickém přehledu je uvedena územně administrativní příslušnost obce v roce, kdy ke změně došlo:
- 1850 země česká, kraj Jičín, politický okres Mladá Boleslav, soudní okres Mnichovo Hradiště;[5]
- 1855 země česká, kraj Mladá Boleslav, soudní okres Mnichovo Hradiště;[5]
- 1868 země česká, politický i soudní okres Mnichovo Hradiště;[5]
- 1939 země česká, Oberlandrat Jičín, politický i soudní okres Mnichovo Hradiště;[6]
- 1942 země česká, Oberlandrat Praha, politický okres Mladá Boleslav, soudní okres Mnichovo Hradiště;[7]
- 1945 země česká, správní i soudní okres Mnichovo Hradiště;[8]
- 1949 Liberecký kraj, okres Mnichovo Hradiště;[9]
- 1960 Středočeský kraj, okres Mladá Boleslav.[10]

### Rok 1932
V obci Žďár u Svijan-Podolí (přísl. Břehy, Doubrava, Příhrazy, 1287 obyvatel, poštovní úřad) byly v roce 1932 evidovány tyto živnosti a obchody: bednář, výroba cementového zboží, 4 obchodníci s dobytkem, elektrotechnický závod, galanterie, 3 holiči, 8 hostinců, Stavbokeramika, 2 klempíři, 2 koláři, konsumní družstvo v Doubravě, košíkář, 2 kováři, 3 krejčí, 2 kůže surové, 5 obuvníků, vývoz ovoce, 3 pekaři, pension Příhrazy, pila, 2 porodní asistentky, 2 povozníci, 6 řezníků, 11 obchodů se smíšeným zbožím, spořitelní a záložní spolek pro Žďár, stavitel, 4 švadleny, 2 tesařští mistři, 5 trafik, 2 truhláři.
V obci Žehrov (přísl. Skokovy, 220 obyvatel, samostatná ves se později stala součástí Žďáru) byly v roce 1932 evidovány tyto živnosti a obchody: lékař, autodoprava, 2 obchodníci s dobytkem, 3 hostince, obchod s jabloneckým zbožím, kapelník, rašelinové a vodoléčebné lázně Skokovy, obchod s mlékem, mlýn, řezník, 4 obchody se smíšeným zbožím, obchod se střižním zbožím, trafika.

## Pamětihodnosti
- Venkovská usedlost s kovárnou
- Kaple Navštívení Panny Marie

## Části obce
- Žďár (k. ú. Žďár u Mnichova Hradiště)
- Břehy (k. ú. Žďár u Mnichova Hradiště)
- Doubrava (k. ú. Žďár u Mnichova Hradiště)
- Příhrazy (k. ú. Žďár u Mnichova Hradiště)
- Skokovy (k. ú. Žehrov)
- Žehrov (k. ú. Žehrov)

## Doprava
Obcí prochází silnice II/279 Svijany – Žďár – Dolní Bousov – Mcely.
Železniční trať ani stanice na území obce nejsou. Místní část Doubrava je obsluhována železniční stanicí Loukov u Mnichova Hradiště na trati 070, která však leží již za hranicemi obce, na území Loukova. Zastavují zde osobní vlaky Mladá Boleslav – Turnov.
V obci zastavovaly v pracovních dnech června 2011 autobusové linky Mladá Boleslav – Mnichovo Hradiště – Žďár,Žehrov (6 spojů tam i zpět) (dopravce TRANSCENTRUM bus, s.r.o.), Turnov – Sobotka (4 spoje tam i zpět) (dopravce BusLine, a.s.).

## Galerie

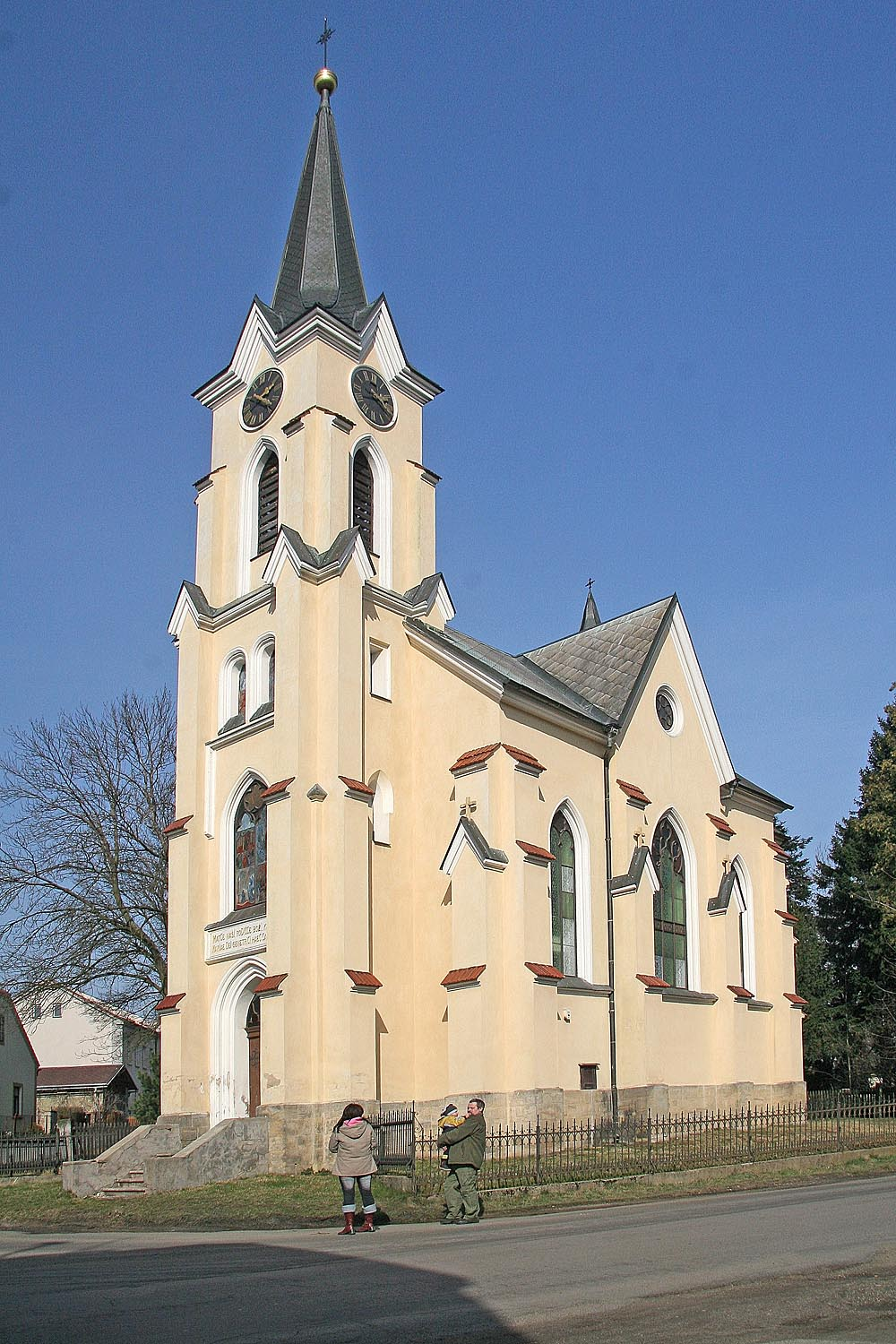
Kaple Navštívení Panny Marie
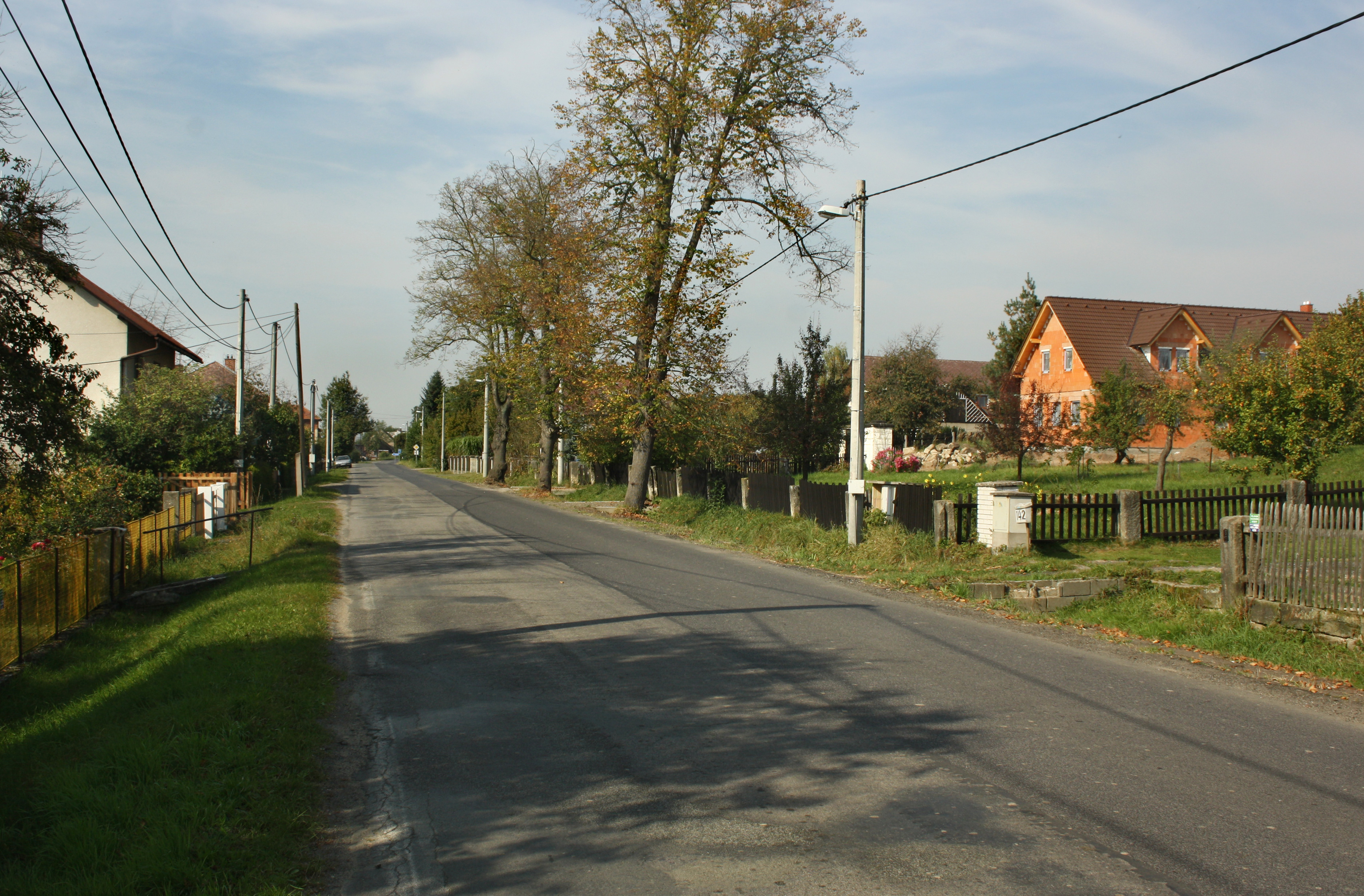
Silnice II/279
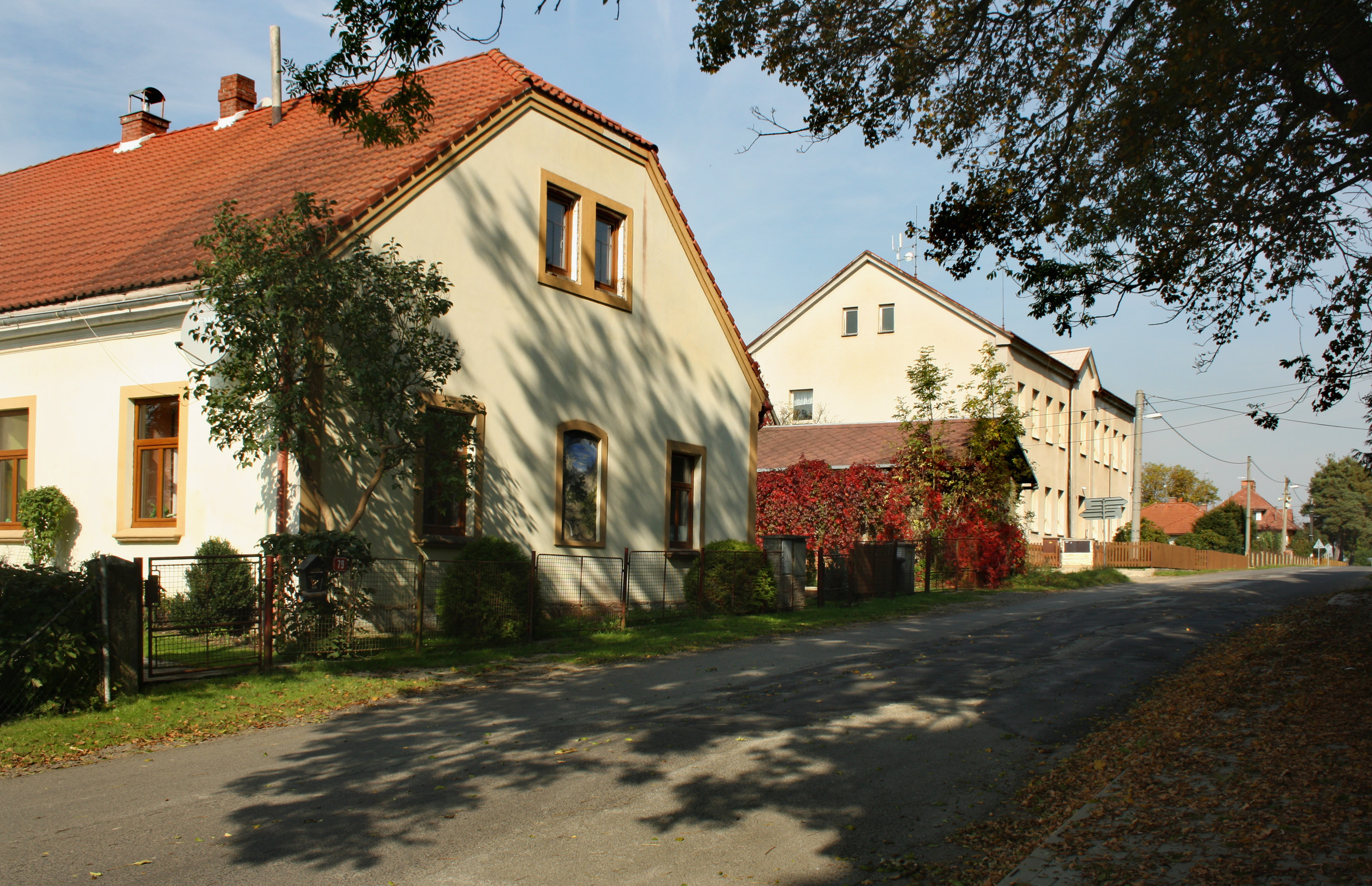
Škola ve východní části obce
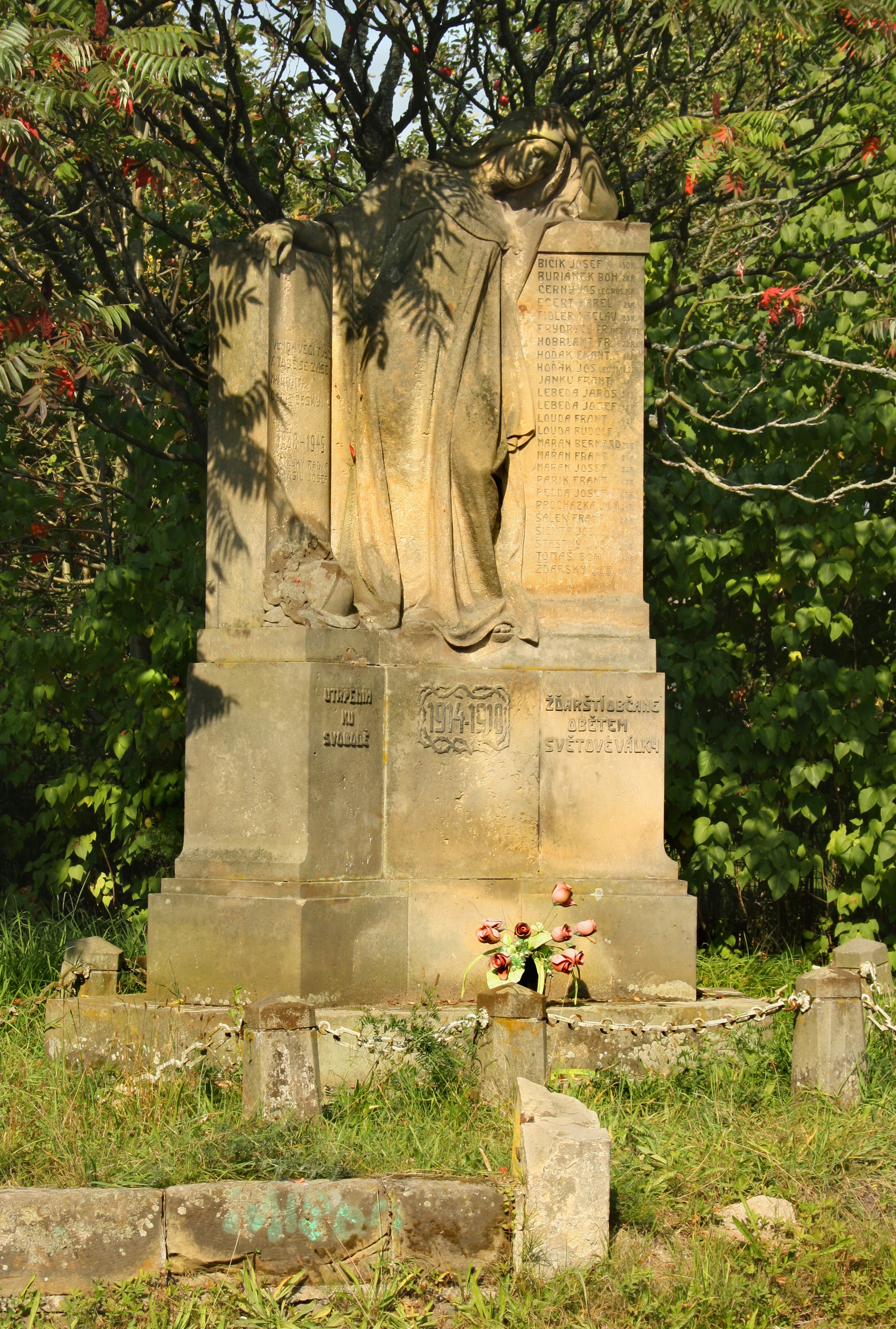
Památník obětem války